# Cerro Trinidad (sitio arqueológico)
Cerro Trinidad es un complejo arqueológico pre inca situado en la parte baja del valle de Chancay, al sur del poblado de Chancay, en el distrito de Chancay, provincia de Huaral, departamento de Lima, en el Perú. Se encuentra cerca del área del Complejo arqueológico Baños de Boza.

## Descripción
El gran complejo arquitectónico de Cerro Trinidad está conformado por una pirámide truncada, levantado en plataformas. Sus muros son de piedras sin labrar que sostienen adobes en forma de bolas y cascajos, que fueron compuestos mediante módulos yuxtapuestos.

## Época
Cronológicamente esta construcción data del período conocido como Intermedio Temprano (últimos siglos de la era antigua y principios de la era cristiana). Sus últimas fases pertenecen a la Cultura Lima (siglos II al VII d. C.).

## Excavaciones y estudios

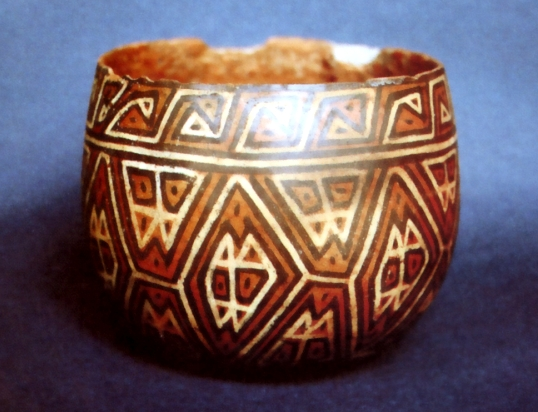
Taza de estilo Playa Grande, con decoración "interlocking". MNAAHP.

En 1904 el arqueólogo alemán Max Uhle, en el curso de una serie de exploraciones realizadas en los valles del departamento de Lima, realizó excavaciones en Cerro de Trinidad. Uhle descubrió un mural policromado representando un pez entrelazado pintado a base de cuatro colores sobre un muro de 23 m de largo. A los restos culturales encontrados allí los denominó “Proto-Lima”, ubicándolo en su esquema cronológico como posterior a los Pescadores Primitivos de Ancón y Supe, y precedente de la cultura Tiwanacu. Dos fueron los estilos cerámicos que el arqueólogo alemán determinó al estudiar los restos cerámicos, al parecer estratigráficamente confusos: uno de ellos, el llamado “Blanco sobre Rojo” y el otro que después fue denominado “interlocking”, suponiendo que este último era el más antiguo.
Fue Alfred Kroeber quien empleó el término interlocking (entrelazado o entrabado) para designar a uno de dichos estilos cerámicos de Cerro Trinidad (1926). El nombre deriva de la peculiar decoración de peces (otros creen ver serpientes) entrelazados como figuras geométricas de líneas y puntos. 
Posteriormente, Gordon R. Willey realizó excavaciones en Cerro Trinidad, cerca de los pozos abiertos por Uhle. Los estudios que realizó  y que dio a conocer en un informe en 1943 demostraron que el estilo interlocking era posterior al “Blanco sobre Rojo” (y no a la inversa como creyera Uhle). Willey excavó también en Baños de Boza, otro yacimiento igualmente localizado en el valle bajo de Chancay, donde encontró también restos cerámicos de estilo “Blanco sobre Rojo”. Ambos estilos son a la vez anteriores a los de Maranga, Cajamarquilla y Nievería, estudiados en el valle del Rímac (estos englobados hoy en la etapa final de la Cultura Lima).
Tiempo después, Louis Stumer encontró ejemplares del interlocking en el gran asentamiento de Playa Grande (cerca de Ancón), por lo que se conoció desde entonces como “estilo Playa Grande” (hoy considerado como la primera etapa de la Cultura Lima). Los estudios de Stumer se publicaron en 1953.
Todos esos estilos se ubican temporalmente en las postrimerías de la influencia cultural de Chavín y anterior a la irrupción Tiwanacu-Wari, es decir, entre el 200 a. C. y el 700 d. C. (Intermedio Temprano). Es necesario señalar que no existe certeza de que el estilo más antiguo, el “Blanco sobre Rojo” de Baños de Boza haya dado origen al estilo siguiente, el interlocking o “Playa Grande”, que usa tres colores: blanco, rojo y negro (tricolor).
En 1964 el arqueólogo norteamericano Thomas Patterson agrupó las diversas fases cerámicas de Playa Grande, Maranga, Cajamarquilla y Nievería con el nombre genérico de Lima (Cultura Lima), ordenamiento que hoy está ampliamente difundido. Las fases anteriores, la del “Blanco sobre Rojo” (que Patterson denominó “Miramar” por el lugar donde investigó, cerca de Ancón), las consideró como fases pre Lima (es decir anteriores a la Cultura Lima).
En 1993 el Museo de Sitio de Chancay inició un programa de excavaciones en un cementerio “Chancay” situada en el área urbana, al pie del Cerro Trinidad.

## Patrimonio Cultural de la Nación
Por Resolución Directoral Nacional N.º 417 / INC del 30 de marzo de 2005 el Complejo Arqueológico Cerro Trinidad fue declarado como Patrimonio Cultural de la Nación.
Lamentablemente, el complejo ha sufrido las consecuencias de la expansión urbana de Chancay y dentro de él se encuentran los centros poblados de Juan Velasco Alvarado y Alto Miramar. Las obras municipales que se realizan en beneficio de dichas poblaciones vienen dañando irreparablemente los vestigios prehispánicos.